# Chris Martin
Chris Martin (született Christopher Anthony John Martin) (Exeter, 1977. március 2. –) angol énekes, zeneszerző, szövegíró, zongorista és gitáros. A Coldplay énekese.

## Ifjúkora
Chris Martin egy tanárnő és egy könyvelő első gyermekeként jött a világra. Négy testvére van.  Egy csak fiúknak fenntartott sherborne-i magániskolába járt. Mélyen vallásos, kispolgári, kisvárosi környezetben élt, amely bizony nem segítette a felnőtté válásban. Majd ókori történelmet tanult a londoni egyetemen (a University College Londonban) és mellette utcatáblafestőként is dolgozott. Az egyetemen ő volt az egyik jégkorongcsapat kapitánya. Kiválóan tanult. 1996-ban az egyetemen ismerte meg Guy Berrymant, Jonny Bucklandot és Will Championt, akikkel megalapította a Coldplay nevű együttest.

## Magánélete
2003-ban feleségül vette Gwyneth Paltrow Oscar-díjas amerikai színésznőt. Eddig egy leány, (Apple Blythe Alison: London, 2004. május 14.) és egy fiú gyermekük (Moses Bruce Anthony: New York, 2006. április 9.) született. Gyermekeik a szüleik keresztnevét is viselik (Gwyneth Paltrow szülei Blythe és Bruce, Chris Martin szülei Alison és Anthony). Apple keresztapja Jonny Buckland, Chris Martin egyik legjobb barátja, a Coldplay együttes gitárosa. Moses keresztapja Chris Martin másik legjobb barátja, Simon Pegg brit komikus színész, akinek Shaun of the Dead című filmjében mellékszereplőként felbukkan mind Chris Martin, mind Jonny Buckland.

## Szólókarrierje

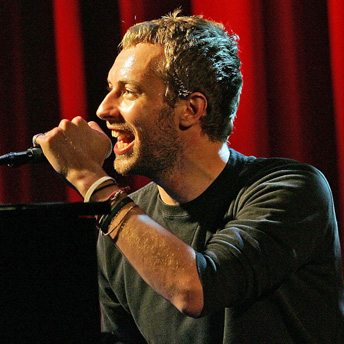
Martin a zongorája mellett egy 2005-ös koncerten

### Énekesként
- 2001: Bono & The Edge feat. Chris Martin & Brian Eno: What's Going On (Hely: a U2 What's Going On c. EP-je)
- 2001: Benjamin Diamond: Little Scare (Hely: Benjamin Diamond Little Scare c. EP-je)
- 2002: Faultline feat. Chris Martin: Where Is My Boy (Hely: Faultline: Your Love Means Everything)
- 2002: Faultline feat. Chris Martin: Your Love Means Everything. Pt. II. (Hely: Faultline: Your Love Means Everything)
- 2003: Ron Sexsmith feat. Chris Martin: Gold In Them Hills (Hely: Ron Sexsmith: Cobblestone Runway)
- 2003: Ian McCulloch feat. Chris Martin & Jonny Buckland: Sliding (Hely: Ian McCulloch Slideling c. EP-je)
- 2003: Ian McCulloch feat. Chris Martin & Jonny Buckland: Arthur (Hely: Ian McCulloch Slideling c. EP-je)
- 2004: Ash feat. Chris Martin: Everybody's Happy Now (Hely: Shaun Of The Dead O.S.T. (filmzene))
- 2006: Michael Stipe feat. Chris Martin: In The Sun (Hely: Michael Stipe In The Sun c. EP-je)
- 2006: Nelly Furtado feat. Chris Martin: All Good Things (Come To An End) (Hely: Nelly Furtado: Loose)
- 2007: Kanye West feat. Chris Martin: Homecoming (Hely: Kanye West: Graduation)
- 2007: Swizz Beatz feat. Chris Martin: Part of the Plan (Hely: Swizz Beatz: One Man Band Man)

### Zeneszerzőként, producerként
- 2004: Embrace: Gravity. Chris Martin a szerző. (Album: Out Of Nothing)
- 2004: Jamelia: See It In A Boy's Eyes. Chris Martin a szerző. (Album: Thank You)
- 2006: Nelly Furtado: All Good Things (Come to an End). Chris Martin a szerző. (Album: Loose)
- 2006: Jay-Z: Beach Chair. Chris Martin volt a producer. (Album: Kingdom Come)

### Színészként
A Coldplay gitárosával, Jonny Bucklanddal együtt kapott egy kisebb szerepet a Shaun of the Dead című brit komédiában (2004). A kitalált ZombAid nevű segélyszervezet támogatói voltak. Chris Martin egy zombit is alakított ebben a filmben.
2006-ban játszott egy kisebb szerepet Ricky Gervais és Stephen Merchant Extras (Futottak még) című komédiasorozatának második folyamában, a negyedik részben. Önmagát parodizálta ki benne.
Színészként szerepelt Johnny Cash God's Gonna Cut You Down című videójában (2006) is.

## Hangszerei
Lista A Rush of Blood to the Head turné alapján:
Erősítők
- 2 x Fender "Hotrod" DeVille Combos

Gitárok
- C. F. Martin & Company 000C-15E Martin Acoustic
- Fender Telecaster Deluxe x 2
- Rickenbacker 360 12 String
- Gibson 335

Pedálok
- Boss DDL
- Boss TU2

Zongora
- Yamaha GT20

Keyboard
- Kawai MP 9000

## Példaképei
Chris Martinra mint zenészre (saját bevallása szerint) óriási hatással volt egy norvég popegyüttes, az A-ha. Különösen egy dal maradt meg benne, a Hunting High and Low. Az A-ha énekesének, Morten Harketnak a stílusát tudatosan utánozta és utánozza ma is.
A U2 pedig az az együttes, amely mind zeneileg, mind politikailag nagy befolyást gyakorolt Chris Martinra. A Rolling Stone magazinnak azt mondta a U2-ról: "Bár nem veszek hétvégi jegyet Írországba, s nem lógok állandóan a kapuik előtt, azért a U2 az egyetlen együttes, amelynek a teljes katalógusát kívülről fújom.  A The Unforgettable Fire első dalát, az A Sort of Homecoming címűt oda-vissza el tudom énekelni - olyan lelkesítő, briliáns és gyönyörű. Az egyik első dal, amelyet eljátszottam a még meg sem született gyermekemnek." Chris Martin Bonóhoz hasonlóan intézi jótékonysági és politikai projektjeit is.
2005-ben azt nyilatkozta, a zenészek Nagy Hatosába szerinte Bob Dylan, a Kraftwerk, Brian Eno, a U2, a Radiohead és Bob Marley tartozik bele. Sigur Rós pedig a Nagy Hatos hetedik tagja.

## Közéleti tevékenysége
Nagyon fontos számára a közélet.
Elutazott Ghánába és Haitiba, ahol személyesen győződött meg az igazságtalan kereskedelem pusztító gazdasági-társadalmi következményeiről. Támogatja az Oxfam segélyszervezetet, a Make Poverty History ("Tedd a szegénységet történelemmé!")-, valamint a Make Trade Fair ("Tedd a kereskedelmet igazságossá!")-mozgalmat is. Bal kézfején a Coldplay koncerteken egy egyenlőségjel látható: kifejezi, hogy egyetért a fenti mozgalmak célkitűzéseivel. Zongoráját is hol egyenlőségjel, hol a mozgalom rövidítése (MTF) díszíti.
Határozottan ellenzi az Irak elleni háborút, s elítéli George W. Bush amerikai elnök politikáját. John Kerry demokrata elnökjelöltet viszont erőteljesen támogatta, különösen azzal a beszéddel, amit a 2004-es Grammy Díjátadón mondott, miután a Clocks Az év lemeze díjban részesült. Idén ebből következően John McCain-nel szemben Barack Obamát támogatja, a demokraták 2008-as elnökjelöltjét.
2004 végén egyike volt azon énekeseknek, akikkel Band Aid 20 együttesként a Do They Know It's Christmas? című dal felújított változatát felvették.

## Érdekességek
- Anglia Exeter városából, Devon megyéből származik, ezért különbözik nyelvjárása a standard angoltól.

- Sajátos irónia jellemzi, átütő erejű humora van. Felejthetetlenek a szólásai. Például a vallásosságáról ezt mondta: "Még dolgozom rajta, hogy rájöjjek, ki is ez az Úr vagy Úrnő." Illetve: "Nem tudom, hogy ő Allah-e vagy Jézus vagy Mohamed vagy Zeusz. De én Zeuszra szavazok."[3]

- Testvéri erejű barátság fűzi Jonny Bucklandhez, a Coldplay gitárosához, leánya keresztapjához.

- Vegetariánus.

- Eddig csak akkor vette őt a hírhedt brit bulvársajtó a szájára, amikor 2005-ben Londonban elzavart erőszakos paparazzókat.[4]

## Chris Martin-interjúk
- Brian Hiatt, Rolling Stone. 2008. június 28. Archiválva 2008. szeptember 13-i dátummal a Wayback Machine-ben
- Steffen Rüth, 1LIVE. 2008. június 9.
- Brian Boyd, Daily Thelegraph. 2008. június 6.[halott link]
- Andrew Denton, ABC, Enough Rope. Episode 3. 2006. július 3. (rádiófelvétel)[halott link]
- Ricky Gervais, 2006.01. (videófelvétel, interjúparódia, brit humor jellemzi)
- Austin Scaggs, Rolling Stone. 2005. június 15. Archiválva 2010. január 18-i dátummal az Archive.is-en
- Craig McLean, The Guardian. 2005. május 28.

## Fordítás
- Ez a szócikk részben vagy egészben  a   Chris_Martin című angol Wikipédia-szócikk fordításán alapul.  Az eredeti cikk szerkesztőit annak laptörténete sorolja fel. Ez a jelzés csupán a megfogalmazás eredetét és a szerzői jogokat jelzi, nem szolgál a cikkben szereplő információk forrásmegjelöléseként.
- Ez a szócikk részben vagy egészben  a   Chris_Martin című német Wikipédia-szócikk fordításán alapul.  Az eredeti cikk szerkesztőit annak laptörténete sorolja fel. Ez a jelzés csupán a megfogalmazás eredetét és a szerzői jogokat jelzi, nem szolgál a cikkben szereplő információk forrásmegjelöléseként.